# クイーンズブリッジ団地

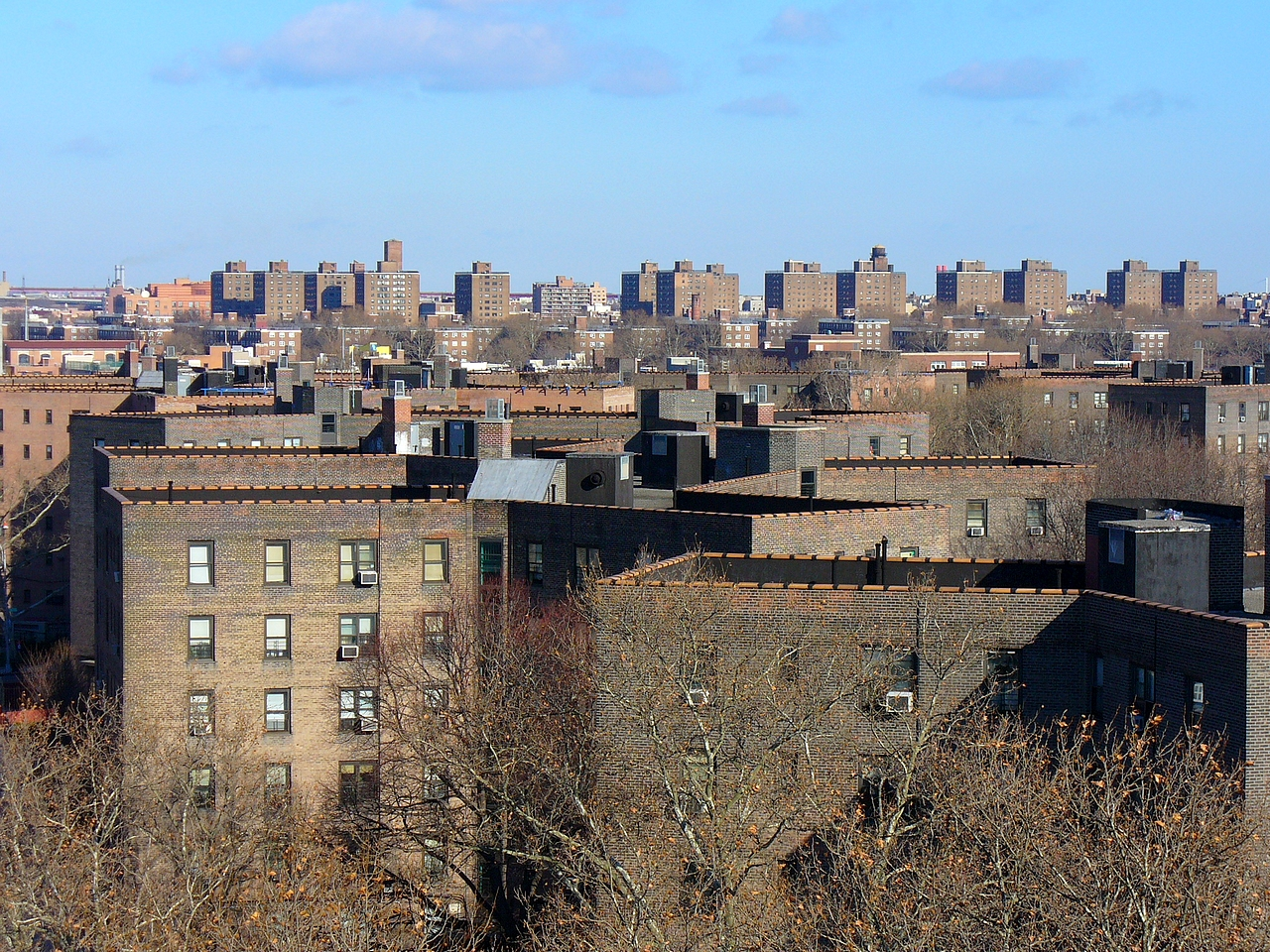
クイーンズボロ橋から見たクイーンズブリッジ団地

クイーンズブリッジ団地（クイーンズブリッジだんち、Queensbridge）は、アメリカ合衆国における最大の公営住宅である。1939年、ニューヨーク市クイーンズ区ロング・アイランド・シティ地区に設営された。団地は3142戸で構成されている。ニューヨーク市住宅公社が運営している。

## 所在
ロング・アイランド・シティ地区は、ニューヨーク市クイーンズ区の北西部に位置する。クイーンズブリッジ団地は、バーノンブルバードと21番どおりに挟まれた場所にあるクイーンズ区最大の22棟からなる住宅団地である。キースパン社のレイブンズウッド発電所のすぐ近くにある。団地の名称は、そのすぐ南にあるクイーンズボロ橋（59番ストリート橋）に由来する。住宅団地は、2つの区画に分かれており、北エリアが40番アベニューに、南アリアが41番アベニューにある。Fルートの地下鉄に乗ると、途中に「21丁目-クイーンズブリッジ駅」という駅があり、そこで下車すると、団地の東地区に出ることが出来る。クイーンズブリッジ団地は、ニューヨークにある公営住宅で唯一、その名前が冠された駅を持つ団地である。

## 建物
6階建て96室の建物は、2つの「Y」が根元部分で連結しているような形が特徴である。この形状は、従来の「X」型よりも、多くの光が差し込むように考案されたものである。設計は費用効果を上げることを優先したと言われ、1階、3階、5階だけ停止するエレベーターを設置するよりも、はるかに大きな経費削減を行った。費用を抑えることを要求する政治的圧力こそが、団地が安価な設計で建築されている第1の理由である。
多くの点において、クイーンズブリッジ団地の建物は、同じ時代に建築された公営住宅に類似している。例えば、品質が劣化/風化を始めている灰色がかった茶色い外観などである。それぞれの建物が足元から1m20cmの高さまで赤色の塗装が施されており、団地全体に統一感を与えている。クイーンズビレッチ団地の端にはそれぞれ、ニューヨーク市住宅公社が団地の名前と管理者の名を示すために「クイーンズブリッジ北/南団地 NYCHA（ニューヨーク市住宅公社の略）」という標識を立てている。設置の年代によって、標識の内容は変容しており、19世初頭に立てられた一番古いものは、オレンジと青のシンプルなものとなっている。新しいものには、他の団地と同じように絵が添えられている。
団地内の住居への入り方は、鍵またはインターコム・システムによってである。クイーンズブリッジ団地の集会場は、他の公営住宅と同様に、薄い青い色のタイルで飾られているが、破損の激しい建物である。各部屋は白く塗装された極小さなものであり、ニューヨーク市の平均以下の水準である。
ここ数年で、エレベーターが改築され、1～5階まで各階に止まるようになり、台所も完全にリフォームされた。また霜のつかない冷蔵庫も設置された。2000年には、3000戸の浴室・洗面所のリフォームも行われ、浴槽、便所、洗面台、床、照明が取り替えられた。この改築は、1986年に、ギャングのジョン・ゴッティの紹介でアーク・プラミング社が請け負った1000戸のリフォームに続き行われたものである。
1950年代に、住宅公社は、年間収入が3000ドルを超える世帯、主にカフカス系世帯を中流対象の団地に移し、アフリカ系アメリカ人やラテン系の住人を増やすことで、人種構成のバランスを取ろうとした。この方策によって、低収入のアフリカ系アメリカ人やラテン系の世帯に安全で健全な住居を提供することができたが、子どもたちの間に人種的な衝突を引き起こしてしまった。

## 娯楽設備や公園
1937年のワンガー法を受け、住宅市場の中から自力で物件を購入、あるいは賃貸できる中流階級世帯にとって、魅力的ではない公営住宅の建設のみ、議会は予算を許可することになった。しかし最初の建設計画では、クイーンズブリッジ団地には、ショッピングセンター、託児所、6つの広場などの施設建設案が盛り込まれていた。1950年代のも、3箇所の保育室、図書館、講堂を持つ地域会館、下の階にローラスケート場やスタジオ設備、上の階に保育室の子どもたちが昼食を取る食堂設備の整った2階建ての体育館があった。体育館のスタジオでは、タップダンス、バレエ、芸術活動、ビリヤード、卓球などを行ったり、音楽を聞いたり歌を歌ったりすることもできた。さらにボーイスカウトやガールスカウトの活動場としても利用されていた。アフリカ系アメリカ人たちは、夏には、ショッピングセンターの広場で開かれるコンサートを楽しみ、フレッシュ・エア基金が、経済的に恵まれない子どもたちをピークスキル山へと引率し、犯罪が横行し、塵に塗れた街から解放するための支援を行った。団地の建物は小道や芝生などで分けられている。団地内には、バスケットボール場もいくつか設けられており、ベンチが配置された広場もある。バーノンブルバードを越えれば、そこには大きな野球場、ジョギング場、ピクニックのできる芝生広場などがあるクイーンズブリッジ公園がある。その公園は、クイーンズブリッジのリトルリーグの本拠地であり、団地の居住者たちの憩い場となっている。さらにクイーンズブリッジ公園は、夏に開催される数多くのコンサート会場となっており、R&Bからラテン音楽まで、幅広いベントが開かれている。1950年代～1970年代まで、クイーンズブリッジ公園は、その横を流れるイースト川に肖って「リバーサイド公園」と呼ばれていた。またクイーンズボロのすぐ下には、小さな「ベイビー公園」がある。しかしこの公園は、2007年まで行われる端の修復工事の影響で閉園し、その代わりにクイーンズブリッジの中の40番と41番アヴェニューの間に、同じ年代を対象とした遊び場が設けられた。

## 音楽
クイーンズブリッジ団地は、数多くのヒップホップ系アーティストを輩出してきた。マーロン「マーリー・マール」ウイリアムズは、この団地が生んだ最初の成功したラッパーである。このヒップホップ界で最も多彩な顔ぶれを生み出した地区は、「ザ・ブリッジ」と呼ばれている。マールに加え、MCシャン、ロクサーヌ・シャンテ、ナズ、クレイグG、ザ・ブレイブハーツ、モブ・ディープ、コーメガ、ネイチャー、ビッグ・ノイド、トラジェディ・カダフィ、カポン・ン・ノリエガなどは、みなクイーンズブリッジの住民であった。因みに、ナズが2000年に発売し、「ウーチ・ワーリ」などのヒットを生み出したアルバム「キュービーズ・ファイネスト」の「キュービー」は、クイーンズブリッジ団地を指しており、このアルバムには、この団地のオールスターが集結している。
座標: 北緯40度45分18秒 西経73度56分42秒 / 北緯40.755度 西経73.945度